# Sanatkumara

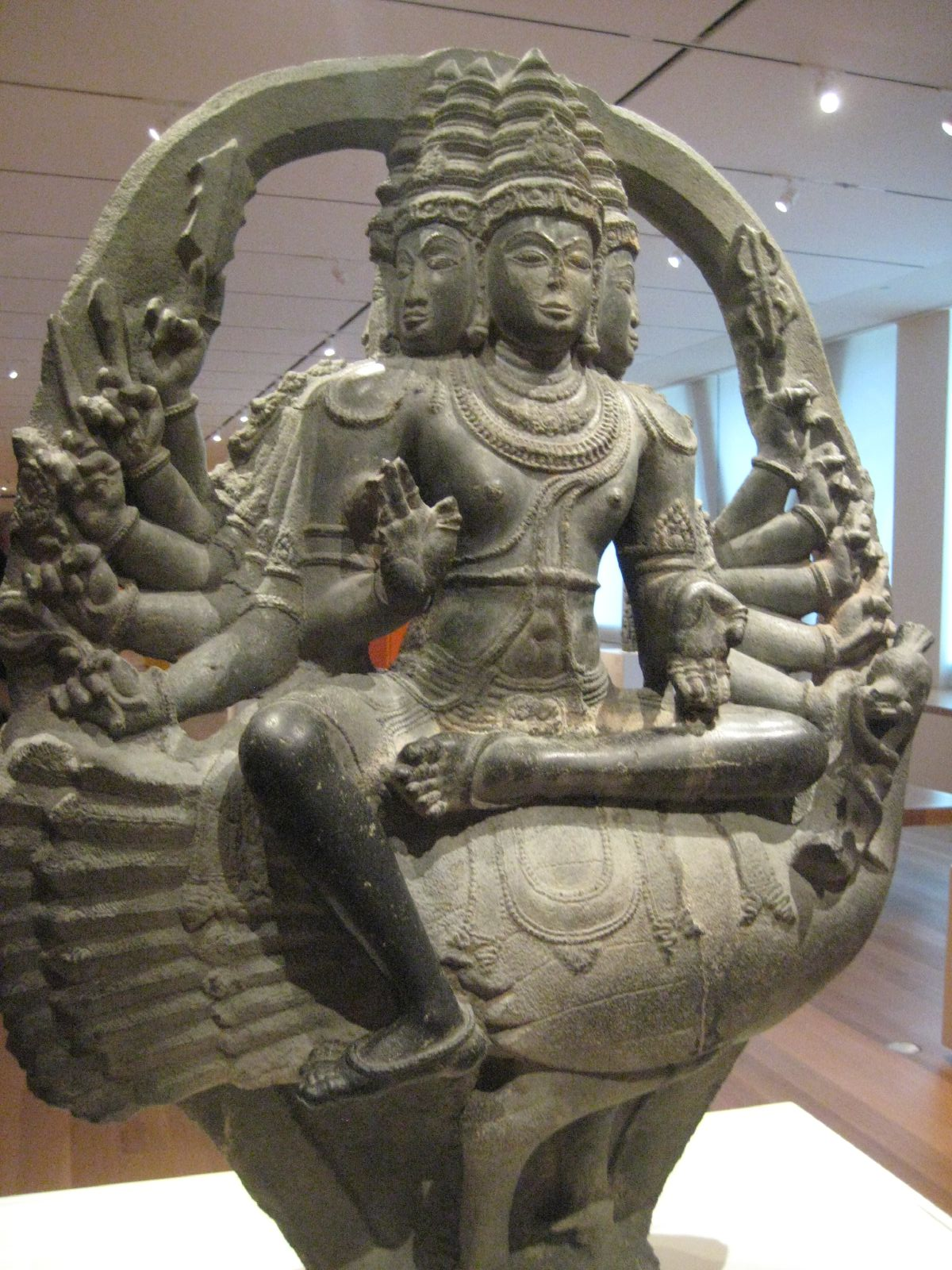
Kartikeya (Kumara, Sanatkumara), gezeten op een pauw, graniet, 12e eeuw, Andra Pradesh

Sanatkumara (eeuwige jongeling) is in het hindoeïsme een van de vier kumara's (moeizaam stervenden), de verstandgeboren zonen (manasaputras) van Brahma. De drie andere zonen zijn: Sanaka, Sanatana en Sanandana. Sanatkumara is een rishi (wijze), die als Subrahmanya (Murugan, Kartikeya, Skanda, Kumara), een zoon van Shiva, verscheen.
In de Mahabharata worden er meer kumara's genoemd: Aniruddha, Sana, Sanatsujata, Sanaka, Sanandana, Sanatkumara, Kapila en Sanatana. Ze zijn leraren van de religie van innerlijke contemplatie (Nivritti) en Yoga.
Sanatkumara is de schrijver van de Sanatkumara Samhita, een deel van de Shiva Purana. In hoofdstuk zeven van de Chandogya Upanishad geeft Sanatkumara instructies aan Narada. Volgens de Boudhayana Kalpa Sutra en Taittiriya Upanishad verscheen de wijze Sanatkumara als Subrahmanya, een van de zeven belangrijkste goden in het hindoeïsme.
Volgens een mythe gingen de vier kumara's naar Vaikuntha, de plaats van Vishnoe, maar werden bij de zevende poort tegengehouden door de wachters Jaya en Vijaya, omdat ze er als kinderen uitzien. Boos geworden spraken de kumara's de vloek uit, dat de wachters op aarde zouden worden geboren. Vishnoe stelde voor, dat ze driemaal geboren zouden worden als zijn tegenstander, wat ze aanvaardden. In de Satya Yuga werden ze als Hiranyakashipu en Hiranyaksha geboren, de zonen van Diti, Daksha's dochter en haar echtgenoot Kashyapa. Vishnoe versloeg Hiranyakashipu in zijn avatara (belichaming) van Varaha (zwijn) en Hiranyaksha als Narasimha avatar (man-leeuw). In de Treta Yuga werden de wachters als Ravana en Kumbhakarna geboren en door Vishnoe als Rama verslagen. Dat wordt in de Ramayana verteld. In de Dwapara Yuga hadden ze hun derde en laatste geboorte als Sishupala en Dantavakra. De Mahabharata verteld hoe Vishnoe hen als Krishna versloeg.